# 배가본드 (만화)
배가본드(일본어: バガボンド 바가본도[*])는 이노우에 다케히코의 일본 만화이다. 원작은 요시카와 에이지의 소설 《미야모토 무사시》이다. 1998년부터 고단샤의 만화 잡지 〈모닝〉에서 연재가 시작되었다. 2000년 제4회 문화청 미디어 예술제 만화 부문 대상, 제24회 고단샤 만화상 일반 부문 수상. 2002년 제6회 데즈카 오사무 문화상 만화 대상을 수상하였다.
검호인 미야모토 무사시가 주인공으로, 센고쿠 말기에서 에도 시대의 전환기인 칼의 시대의 마지막을 배경으로 한다.
요시카와의 소설이 원작이지만, 무사시의 친언니가 없는 등 이노우에의 독자적인 이야기가 크게 추가되었다. 

## 등장인물

### 미야모토촌
- 신멘 다케조(미야모토 무사시)

본작의 주인공. 등장 당시는 17세. 사쿠슈 미야모토촌에 살았던 소년으로 어린시절부터 산중에서 생활하였던 영향으로 산악지형에 능하며 성격이 거칠고 무서운 면이 있다. 세키가하라 전투 때 패잔병으로 남았다가 오코 모녀에 의해 구해졌다가 마을로 돌아왔으나 추적중인 관헌들과 대치하여 산 속에 은신하였다가 승려 타쿠앙을 만나면서 그의 뜻을 듣고 신멘 다케조에서 미야모토 무사시로 개명한다. 13세 당시 무사를 때려죽였던 전적이 있다. 
- 혼이덴 마타하치

다케조의 고향친구. 등장 당시는 17세 . 사쿠슈 미야모토촌에 살았던 소년으로 다케조와 함께 세키가하라 전투에 참전하였으나 패잔병으로 쫓기다가 오코 모녀에 의해 구출되고 이를 계기로 오코와 기둥서방 노릇을 하였으나 쫓겨나고 교토에 있을 때 요시오카 도장에 몰래 잠입하다가 방화를 내어서 수배자로 쫓기게 된다. 이후 막노동 살이를 하던 중 승룡으로 불리는 무사 사사키 코지로의 인가목록을 발견하고 사사키 코지로로 활동한다. 
- 오츠

다케조와 마타하치의 동향인으로 원래 조실부모한 고아이며 한동안 칠보사에 절간받이로 있다가 마타하치의 약혼자가 되었으나 마타하치가 세키가하라 전투 이후 오코와 바람을 맞게 되었다는 것을 알게되자 마타하치에 대한 원망을 하게 되어서 결국 약혼을 파기하게 된다. 
- 오스기

마타하치의 어머니. 미야모토촌에서 농사를 짓는 노파이며 자신의 아들을 전쟁터로 끌고 간 다케조를 증오하고 있다. 이후 다케조를 찾아내기 위해 전국 방방곡곡을 유랑한다. 
- 곤 숙부

마타하치의 숙부이자 오스기의 남동생. 다케조와 마타하치를 찾기 위해 오스기와 유랑을 떠난다. 이세에 왔을 때 카이 쇼지로와 대면중이던 마타하치를 구하려다가 돈규 토라지로와 싸우던 중 죽었다.  
- 타쿠앙 소조

미야모토촌 산에 있는 절 칠보사의 주지승. 다케조 앞에서도 호쾌하고 강인한 성격을 보이며 그를 미야모토 무사시로 개과천선 시켜준다. 

### 츠지카제 산적단
- 츠지카제 텐마

츠키카제 산적단의 두령. 거구에 수염을 기르는 육중한 인물로 포악한 성격이며 오코의 남편을 죽인 전적이 있다. 다케조가 몽둥이를 휘두를 때 타격으로 죽었다. 
- 츠지카제 고헤이(시시도 바이켄)

츠지카제 텐마의 동생으로 칠보사 고목에 매달려있는 다케조를 보고 그를 낙하시켜 구해준다. 이후 사슬낫의 달인 시시도 바이켄으로서 다시 무사시와 만난다. 

### 요시오카 도장
- 요시오카 세이쥬로

교토에 있는 요시오카 도장의 당주이자 요시오카 겐보의 장남. 본래는 뛰어난 검술을 지닌 인물이었지만 기방에서 기녀들과 놀음이 잦아 검을 내려놓았다고 주장한다. 
- 요시오카 덴시치로

요시오카 겐보의 차남. 형과는 달리 육중한 체구를 지닌 인물로 검술에 적극적이며 충실하게 대결에도 임한다. 
- 우에다 료헤이

요시오카 10검에 속하는 무사. 실질적으로 요시오카 도장을 맡고있으며 세이쥬로와 덴시치로 사이에서 참모 역할을 하고있다. 
- 기온 토지

요시오카 도장의 제자. 드물게 세이쥬로를 지지하고 있으며 그가 기방에 있을 때도 따라다니기도 한다.  
- 요시오카 겐보

요시오카 도장을 세운 인물이자 세이쥬로와 덴시치로의 부친. 지금은 고인이 되었다. 

### 보장원
- 호죠인 인에이

창술의 달인으로 불리는 노승. 보장원의 실질적인 수장이며 보장원에 도전하러 온 무사시에게 길을 알려주는 역할을 한다. 
- 호죠인 인슌

보장원 창술의 2대 계승자. 10대의 어린 소년으로 실력이 강한 편이며 무사시와도 대결하였다. 사실은 보장원 제자로 있던 아버지를 통해서 보장원 인에이와 인연을 맺어왔으며 농사를 짓던 어머니가 낯선 방랑 무사에 의해 농간을 당하게 되었다가 사망하고 아버지 역시 무사와 싸우던 중 사망하면서 졸지에 고아가 되어 인에이의 제자로 받아들여졌다. 아명은 신노스케. 
- 아곤

보장원 인에이의 제자이자 인슌의 동료. 보장원에서도 강호로 알려져있으며 우직하고 거구의 체구를 하고있다. 

### 야규 가문
- 야규 세키슈사이

전국시대의 검호. 고명하고 강인한 성격으로 알려져있으며 무사시가 야규의 방에 잠입하였을 때 잠을 자다가 눈을 뜨면서 무사시를 응시하게 된다.  
- 야규 효고노스케

세키슈사이의 손자. 할아버지처럼 강하지는 않아보이지만 은근히 오츠에게 관심을 두고있다.  
- 쇼다 키자에몬

세키슈사이의 수제자 중 한 명. 세키슈사이의 경호도 겸하고 있으며 세키슈사이에게 도전을 하려는 무사시를 경계한다. 
- 데부치 마고베

세키슈사이의 수제자 중 한 명. 
- 키무라 슈게쿠로

세키슈사이의 수제자 중 한 명. 죠타로가 개를 죽였을 때 무사시를 극도로 경계하며 그가 첩자라는 것을 암시한다. 

### 코지로 관련
- 사사키 코지로

카네마키 지사이의 제자 사사키의 아들. 사사키라는 성은 아버지의 성씨이다. 아버지가 전투에 참전하여서 목숨을 다하게 될 때 스승 지사이에게 보내기 위해 쪽배로 바다를 타고 왔다가 파도를 타고 지사이에 의해 거둬져서 그의 수양 아들로 키워지게 된다. 태어날 때부터 귀가 들리지 않은 청각 장애가 있으며 그 때문에 상대방의 소리를 듣지도 못하고 말을 하지 못한다. 그러나 갓난아기 때부터 검을 접한 영감 때문에 최강의 실력자로 손꼽히고 있다. 
- 카네마키 지사이

중조류의 장인으로 있던 무사 출신으로 제자인 이토 야고로가 5년만에 떠나겠다는 의사를 밝히면서 이를 계기로 검을 놓고 바닷가 마을 해변가에서 집을 지으며 혼자 살아가고 있다. 마을에서 이방인 취급을 받으며 어린애들에게 놀림감이 되기도 하였으나 제자 사사키의 아들인 코지로가 파도를 타고 자신이 있던 곳으로 떠내려오자 코지로를 수양아들로 거두며 키워내게 된다. 
- 이토 잇토사이(야고로)

카네마키 지사이의 제자 출신으로 한때 카네마키의 지도하에 검술을 익혔으나 5년만에 카네마키와 결별하게 되었고 수련 중 카네마키가 사는 해변마을에 들어오면서 검을 쥐고있는 어린 코지로를 만나게 되면서 다시 스승과 만나게 된다. 이후 장성한 코지로의 모습을 보고 코지로와 함께 유랑을 하게 된다. 
- 카메키 텐키

코지로가 사는 어촌마을의 소년. 코지로에게 당하는 아이들의 모습을 보고 코지로와 첫 대결을 벌이면서 이를 계기로 서로 친해지게 되었다. 
- 후도 유게츠사이

코지로가 사는 해변마을의 구세주로 불렸던 인물. 한때는 마을을 위협했던 해적들을 몰아낸 은인으로 추앙받았지만 이후 14세가 되는 여자아이들을 재물로 바치는 행태를 보이면서 마을 사람들의 두려움의 대상이 되었으나 코지로와 카메키가 집에 불을 지른 것을 시작으로 카네마키와 교전을 하던 끝에 그의 검에 베여서 죽었다. 
- 무소 곤노스케

코지로와 이토 사이가 유랑하던 중 만나게 된 무사. 등에 천하제일이라는 글씨를 보이며 지나던 중 자신에게 도전을 하게 된 코지로와 만나게 되고 이토사이의 정체를 알아차리자 그의 일행으로 합류한다. 
- 오링

코지로가 사는 해변마을 이웃집에 사는 소녀. 코지로가 갓난아기적부터 동냥을 다녔던 집주인의 장녀로 14세가 되면서 후도에게 끌려가게 될 처지가 되었으나 카네마키가 후도를 물리치면서 그에 대한 은혜를 가지고 있으며 카네마키 도장에서 수련한다. 
- 큐사쿠

코지로의 동냥젖을 책임졌던 집 안의 주인. 카네마키를 좋은 인상으로 보았으며 후도를 물리친 은덕으로 그와 인연을 맺는다. 

### 그 외 등장인물
- 오코

세키가하라 전투 때 패잔병으로 있던 다케조와 마타하치를 구해준 인물. 본래 남편이 있는 유부녀이지만 산적 츠키카제에게 살해되어서 그를 원수로 여기고 있고 이후 마타하치와 눈이 맞아서 바람관계까지 가게 되었으나 교토에 지내게 될 때 마타하치를 버리게 된다. 
- 아케미

오코의 딸. 등장 당시는 15세. 세키가하라 전투 당시 패잔병이었던 다케조와 마타하치를 간호하였으며 다케조에게 호감을 가진 적이 있다.  
- 아오키

다케조를 체포하려는 관헌의 수장. 오츠를 보고나서 그녀에게 눈독을 들이다가 발로 차인 적이 있으며 타쿠앙이 건방지게 굴자 그에게 칼을 휘둘렀지만 히메지 성주의 친구라는 사실을 알자 두려움을 느낀다. 
- 아카카베 야소마

사사키 코지로로 불리는 마타하치와 접한 인물로 턱수염을 기르고 있다. 사실은 패거리를 이끄는 사기꾼으로 마타하치에 의해 살해되었다.  
- 죠타로

무사시를 스승이라며 부르고 따르는 소년. 야규 가에 잠입할 때 야규 가의 개를 죽였던 적이 있다.  
- 카이 쇼지로

오오사카에서 사사키 코지로라 불리는 마타하치와 접한 무사. 점잖으면서도 치밀한 성격을 지니고 있으며 마타하치에게 가르침을 부탁했지만 마타하치가 길가던중 언덕길에서 밀어버리게 되었고 이후 이세에서 다시 만나게 되었으나 마타하치가 진짜 사사키 코지로가 아니라는 것을 알게 되면서 그를 죽이려고도 했다. 그러나 자신이 만나려는 시시도 바이켄(츠키카제 고헤이)에 의해서 살해되었다. 
- 돈규 토라지로

카이 쇼지로의 심복으로 처음에 여관비를 지불하지 않는다는 이유로 마타하치와 만났다. 그를 사사키 코지로로 알고 카이 쇼지로를 데려와서 소개하였지만 뒤늦게 마타하치가 코지로가 아니라는 사실을 알았고 마타하치를 구하려는 곤 숙부와 싸우던 중 그의 검에 팔을 베이고 곤 숙부를 살해하였다가 시시도 바이켄에 의해 살해된다.  
- 린도

시시도 바이켄이라 불리는 츠지카제 고헤이와 함께사는 소녀. 묵묵부답한 성격이지만 사슬낫을 다루는 특기가 있다.  
- 신멘 무니사이

다케조의 아버지. 전설의 무사로 알려져있는 인물이지만 부인과의 불화로 결별하였던 것으로 알려졌다. 